# EuroBrun
EuroBrun – nieistniejący już włosko-szwajcarski zespół Formuły 1, z bazą w Senago we Włoszech.

## Historia

### Powstanie
Team powstał z połączenia doświadczenia konstruktorskiego i umiejętności Giampaollo Pavanelliego, właściciela teamu Euroracing i dyrektora fabrycznej drużyny Alfa Romeo w latach 1984-1985, i wsparcia finansowego oraz doświadczenia organizacyjnego Szwajcara Waltera Bruna, twórcy teamu Brun Motorsport jeżdżącego w serii World Sportscar Championship.

### Sezon 1988
Na sezon 1988, Mario Tolentino zaprojektował bolid ER188, napędzany standardową 3,5-litrową jednostką Cosworth DFZ. Jako kierowców zakontraktowano mistrza Formuły 3000 Stefano Modenę i wieloletniego zawodnika z teamu Bruna Oscara Larrauriego. Pomimo nieudanego startu sezonu i uciekających sponsorów zespół walczył dalej. Wewnętrzną kłótnię w zespole wywołała decyzja o nieudanej ostatecznie zamianie Oscara Larrauriego na Christiana Dannera, zaś Euroracing zaczął wykazywać coraz mniejsze zainteresowanie startami w F1. Obaj kierowcy nie będą w stanie zakwalifikować się do ważnych wyścigów (Modena nie zakwalifikuje się 4 razy i zostanie wycofany z dwóch wyścigów z powodu "technicznych niezgodności", a Larrauriemu nie uda się siedem razy), a jedenaste miejsce Modeny w GP Węgier będzie najlepszym wynikiem zespołu.

### Sezon 1989
W sezonie 1989 Euroracing powoli ogranicza swoją rolę w zespole do udostępnienia kilku inżynierów i mechaników. W tym sezonie team postanowił wystawić tylko jeden bolid z Gregorem Foitekiem za kierownicą. Była to konstrukcja z zeszłego sezonu, przystosowana tylko do montażu silnika Judd V8 i opon Pirelli. Foitek przejdzie przez prekwailfikacje tylko raz. Nawet wprowadzenie nowego bolidu ER189 zaprojektowanego przez George'a Rytona na GP Niemiec nie pomogło Foitekowi w osiągnięciu sukcesu. Kierowca odchodzi z zespołu po GP Belgii, a na jego miejsce wróci Argentyńczyk Oscar Larrauri, jednak i on nie odnosi żadnych sukcesów.

### Sezon 1990
Pomimo złego występu w poprzednim sezonie zespół próbuje ponownie i, jak się okazuje, ostatni raz w 1990. Pavanello ostatecznie odchodzi z zespołu, który do nowego sezonu startuje ze starą konstrukcją. Miejsce pierwszego kierowcy obejmie Roberto Moreno, a jego partnerem zostaje Claudio Langes. Nie udaje się mu ani razu przejść przez prekwalifikacje. Roberto zaś w pierwszym wyścigu kwalifikuje się na 16. pozycji, kończąc wyścig trzy miejsca wyżej. Jest to zarazem jedyny pełny wyścig tego zespołu w sezonie. Po wycofaniu się Moreno z wyścigu w San Marino z powodu problemów z przepustnicą, dyskwalifikacji tegoż z GP Meksyku i niezakwalifikowaniu się do 11 wyścigów obu kierowców zespół kończy swój udział w F1 po GP Hiszpanii, na dwa wyścigi przed końcem sezonu.

## Wyniki
W ciągu trzech lat startów zespół wystartował w 46 wyścigach, z których zakwalifikował się tylko do dwunastu, w żadnym nie zdobywając ani jednego punktu.
| Legenda oznaczeń w tabelach wyników Wyświetl szablon na nowej stronie | Legenda oznaczeń w tabelach wyników Wyświetl szablon na nowej stronie                                                                     |
| Oznaczenie                                                            | Wyjaśnienie |
| --------------------------------------------------------------------- | --- |
| Złoty                                                                 | Zwycięzca lub mistrzostwo |
| Srebrny                                                               | 2. miejsce lub wicemistrzostwo |
| Brązowy                                                               | 3. miejsce lub II wicemistrzostwo |
| Zielony                                                               | Ukończył, punktował (w klasyfikacji generalnej, gdy zdobył co najmniej jeden punkt na przestrzeni sezonu, poza trzema powyższymi opcjami) |
| Niebieski                                                             | Ukończył, nie punktował (w klasyfikacji generalnej, gdy nie zdobył co najmniej jednego punktu na przestrzeni sezonu)                      |
| Czerwony                                                              | Nie zakwalifikował się (NZ) |
| Czerwony                                                              | Nie prekwalifikował się (NPK) |
| Różowy                                                                | Nie ukończył (NU) |
| Różowy                                                                | Niesklasyfikowany (NS) (w klasyfikacji generalnej, gdy nie został sklasyfikowany w żadnym wyścigu sezonu)                                 |
| Czarny                                                                | Zdyskwalifikowany (DK) |
| Czarny                                                                | Wykluczony (WYK/EX) |
| Biały                                                                 | Nie wystartował (NW) |
| Biały                                                                 | Kontuzjowany (K/INJ) |
| Biały                                                                 | Wyścig odwołany (OD/C) |
| Bez koloru                                                            | Został wycofany (WYC/WD) |
| Bez koloru                                                            | Nie przybył (NP/DNA) |
| Bez koloru                                                            | Nie brał udziału w treningach (NT/DNP) |
| Bez koloru                                                            | Nie został zgłoszony (–) |
| Pogrubienie                                                           | Start z pole position |
| Kursywa                                                               | Najszybsze okrążenie wyścigu |
| †                                                                     | Nie ukończył, ale jego rezultat został zaliczony ze względu na przejechanie więcej niż 90% dystansu wyścigu.                              |
| *                                                                     | Sezon w trakcie |
| 1/2/3                                                                 | Punktowana pozycja w sprincie kwalifikacyjnym                                                                                             |
| Lista systemów punktacji Formuły 1                                    | |

| Rok  | Bolid                          | Silnik      | Opony    | Kierowca       | 1   | 2   | 3   | 4   | 5   | 6   | 7   | 8   | 9   | 10  | 11  | 12  | 13  | 14  | 15  | 16  | Punkty | WCC |
| ---- | ------------------------------ | ----------- | -------- | -------------- | --- | --- | --- | --- | --- | --- | --- | --- | --- | --- | --- | --- | --- | --- | --- | --- | ------ | --- |
| 1988 | EuroBrun ER188                 | Ford DFZ V8 | Goodyear |                | BRA | SMR | MON | MEX | CAN | DET | FRA | GBR | GER | HUN | BEL | ITA | POR | ESP | JPN | AUS | 0      | NS  |
| 1988 | EuroBrun ER188                 | Ford DFZ V8 | Goodyear | Oscar Larrauri | NU  | NZ  | NU  | 13  | NU  | NU  | NU  | NZ  | 16  | NZ  | NPQ | NPQ | NPQ | NZ  | NZ  | NU  | 0      | NS  |
| 1988 | EuroBrun ER188                 | Ford DFZ V8 | Goodyear | Stefano Modena | NU  | NS  | DK  | DK  | 12  | NU  | 14  | 12  | NU  | 11  | NZ  | NZ  | NZ  | 13  | NZ  | NU  | 0      | NS  |
| 1989 | EuroBrun ER188B EuroBrun ER189 | Judd CV V8  | Pirelli  |                | BRA | SMR | MON | MEX | CAN | USA | FRA | GBR | GER | HUN | BEL | ITA | POR | ESP | JPN | AUS | 0      | NS  |
| 1989 | EuroBrun ER188B EuroBrun ER189 | Judd CV V8  | Pirelli  | Gregor Foitek  | NZ  | NPQ | NPQ | NPQ | NPQ | NPQ | NPQ | NPQ | NPQ | NPQ | NPQ |     |     |     |     |     | 0      | NS  |
| 1989 | EuroBrun ER188B EuroBrun ER189 | Judd CV V8  | Pirelli  | Oscar Larrauri |     |     |     |     |     |     |     |     |     |     |     | NPQ | NPQ | NPQ | NPQ | NPQ | 0      | NS  |
| 1990 | EuroBrun ER189B                | Judd CV V8  | Pirelli  |                | USA | BRA | SMR | MON | CAN | MEX | FRA | GBR | GER | HUN | BEL | ITA | POR | ESP | JPN | AUS | 0      | NS  |
| 1990 | EuroBrun ER189B                | Judd CV V8  | Pirelli  | Roberto Moreno | 13  | NPQ | NU  | NZ  | NZ  | DK  | NPQ | NPQ | NPQ | NPQ | NPQ | NPQ | NPQ | NPQ |     |     | 0      | NS  |
| 1990 | EuroBrun ER189B                | Judd CV V8  | Pirelli  | Claudio Langes | NPQ | NPQ | NPQ | NPQ | NPQ | NPQ | NPQ | NPQ | NPQ | NPQ | NPQ | NPQ | NPQ | NPQ |     |     | 0      | NS  |

## Dane techniczne
| Sezon | Zespół          | Podwozie            | Silnik (Typ)     | Opony    |
| ----- | --------------- | ------------------- | ---------------- | -------- |
| 1988  | EuroBrun Racing | EuroBrun ER188      | Judd CV 3,5L V   | Goodyear |
| 1989  | EuroBrun Racing | EuroBrun ER189/188B | Judd CV 3,5L V8  | Pirelli  |
| 1990  | EuroBrun Racing | EuroBrun ER189B     | Ford DFZ 3,5L V8 | Pirelli  |
| Razem | 1               | 3                   | 3                | 2        |
| Sezon | Zespół          | Podwozie            | Silnik (Typ)     | Opony    |